# Cynthia Valstein-Montnor
Cynthia Valstein-Montnor (Suriname, ~1955) is een Surinaamse juriste en rechter. Van 2011 tot 2014 was ze waarnemend president van het Surinaamse Hof van Justitie. Zij is tevens president van de krijgsraad van Suriname. Vanwege deze functie was zij ook de hoofdrechter in het strafproces rond de Decembermoorden.

## Biografie
Valstein-Montnor is in Suriname geboren. In 1973 studeerde ze rechten aan de Universiteit van Utrecht en Amsterdam. Ze schreef haar masterproefschrift over het handelsverdrag van Lomé. In jaren 1980 keerde ze terug naar Suriname en werkte als jurist op het Ministerie van Buitenlandse Zaken.
In 1993 volgde Valstein-Montnor de RAIO-opleiding (rechter in opleiding) samen met vier andere vrouwelijke kandidaten. Als enige kandidaat slaagde ze, en werd in 1997 werd benoemd als de eerste vrouwelijke rechter van Suriname.
Op 30 november 2007 begon voor de krijgsraad het strafproces betreffende de Decembermoorden en was Valstein-Montnor hoofdrechter. Op 20 december 2023 werd hoofdverdachte Desi Bouterse definitief veroordeeld tot 20 jaar gevangenisstraf. De vier militairen Ernst Geffery, Iwan Dijksteel, Benny Brondenstein en Stephanus Dendoe kregen vijftien jaar opgelegd.
Op 1 januari 2011 werd Valstein-Montnor waarnemend president van het Surinaamse Hof van Justitie. In 2014 legde ze het presidentschap neer, maar bleef vicepresident van het hof. In 2022 werd aan Valstein-Montnor de Pioneering Caribbean Women Jurist Award toegekend vanwege het baanbrekende werk dat ze had verricht.

## Voetnoten en referenties
1. ↑  NRC, De rechter die geschiedenis schrijft in Suriname, 31 december 2018, "Valstein-Montnor was 63 in 2018" (betaalde toegang). Gearchiveerd op 29 maart 2023.
2. 1 2  http://www.starnieuws.com/index.php/welcome/index/nieuwsitem/3993 Cynthia Valstein-Montnor waarnemend president Hof Justitie, Starnieuws 01/01/2011. Gearchiveerd op 6 september 2018.
3. 1 2  GFC Nieuws, Valstein-Montnor blijft vicepresident HvJ en president Krijgsraad, 31 maart 2014
4. 1 2  Provinciale Zeeuwse Courant, Standkrachtige vrouwen oordelen over Bouterse, 5 augustus 2016. Gearchiveerd op 19 juni 2023.
5. ↑  Trouw, Een dappere rechter in Suriname, 8 februari 2017 (betaalde toegang). Gearchiveerd op 25 april 2023.
6. ↑  Dagblad de West, Vierentwintig jaar vrouwelijke rechters in Suriname
7. ↑  Starnieuws, Doek valt voor Bouterse, 20 jaar celstraf, 20 december 2023
8. ↑  Starnieuws, medestanders 8 decembermoorden krijgen 15 jaar cel, 20 december 2023
9. ↑  Sun.sr, Internationale award voor rechter Valstein-Montnor, 29 maart 2022 (via Suriname Nieuws Centrale). Gearchiveerd op 29 juli 2022.